# 伊万·德米特里耶夫
伊万·彼得罗维奇·德米特里耶夫（俄語：Иван Петрович Дмитриев；1915年7月30日—2003年10月23日），苏联舞台剧和电影演员。苏联人民艺术家。

## 生平

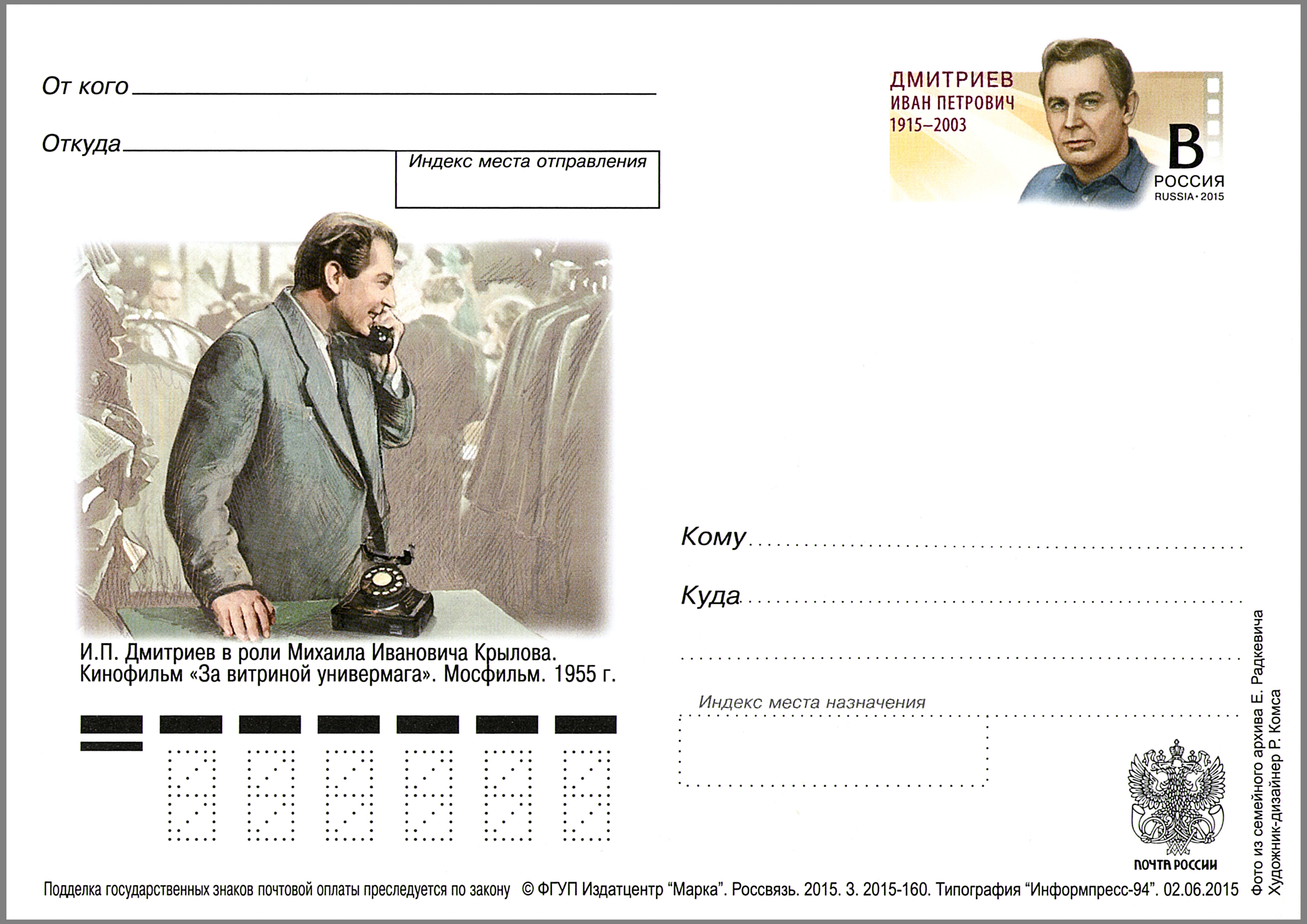
明信片

1915年生于特维尔省上沃洛喬克。在当地读中学。1929年毕业后在市剧院工作。1932年至1936年就读于列宁格勒表演艺术学院。1936年至1938年在列宁格勒喜剧剧院担任演员。1938年至1946年在苏联海军服役。1948年起开始在列宁格勒戏剧剧院工作。一生约出演了200多个角色。1971年加入苏联共产党。2003年10月23日在圣彼得堡去世。

## 荣誉
曾获一级卫国战争勋章、红星勋章各一枚，奖章多枚。1980年获得苏联人民艺术家荣誉称号。

## 主要参演
| 年份   | 电影               | 饰演       |
| ------ | ------------------ | ---------- |
| 1950年 | 《穆索尔斯基》     | 马林斯基   |
| 1955年 | 《百货商店的秘密》 | 克雷洛夫   |
| 1959年 | 《风从东方来》     | 马特维耶夫 |
| 1961年 | 《运虎记》         | 奥列格     |